# Tatort: Der Irre Iwan
Der Irre Iwan ist ein Fernsehfilm aus der Krimireihe Tatort. Der Beitrag wurde vom MDR produziert und ist der zweite Fall des Ermittlerduos Lessing und Dorn aus Weimar. Die Erstausstrahlung fand am 1. Januar 2015 auf Das Erste statt. In den Hauptrollen sind Christian Ulmen und Nora Tschirner zu sehen.

## Handlung
Bei einem Überfall auf die Stadtkämmerei von Weimar wurde Sylvia Kleinert, die Sekretärin des Stadtkämmerers, erschossen. Die Kriminalkommissare Lessing und Kira Dorn ermitteln in diesem Fall und erkennen schnell, dass es sich um einen gezielten Mord handelte.
Zu den Verdächtigen gehören zunächst der Kleinkriminelle Kongo, der sich mit hohem Tempo vom Tatort entfernt hatte, sowie der Stadtkämmerer Iwan Windisch, der eine Affäre mit der Toten hatte. Aber auch dessen eifersüchtige Ehefrau ist verdächtig. Um Kongo zu vernehmen, begeben sich Lessing und Dorn auf den Jahrmarkt in Rudolstadt. Hier treffen sie auf Kongos Chefin Rita Eisenheim, eine Schaustellerin, die vorgibt, seit einigen Tagen ihren Mann Josef Eisenheim zu vermissen. Dessen Leiche, die eine verblüffende Ähnlichkeit mit Iwan Windisch aufweist, wird alsbald in einem Sarg in der von Rita betriebenen Geisterbahn gefunden.
Es stellt sich heraus, dass Iwan und Josef eineiige Zwillinge waren, die getrennt aufwuchsen und sich erst als Erwachsene kennenlernten. Sie beschlossen mit Ritas Wissen, ihre Rollen zu tauschen. Als Iwan zurücktauschen wollte, wurde er von Rita vergiftet, während Josef (als Stadtkämmerer Iwan) von seiner Sekretärin bei finanziellen Unregelmäßigkeiten ertappt und von dieser erpresst wurde. Da Josef aufzufliegen drohte, fingierte er den Überfall, der letztlich von Rita durchgeführt wurde. Josef und Rita werden am Ende von Dorn und Lessing auf dem Jahrmarkt festgenommen.

## Hintergrund
Der Irre Iwan ist nach Die Fette Hoppe (2013) die zweite Folge des Weimarer Ermittlerduos Kriminalhauptkommissar Lessing und Kriminalkommissarin Kira Dorn. In einer Szene erklärt Lessing den Titel der Folge: Irrer Iwan ist ein U-Boot-Manöver, das durch den Spielfilm Jagd auf Roter Oktober einer breiteren Öffentlichkeit bekannt wurde.
Dass sich drei ihrer Kollegen ein gezeichnetes Porträt anschauen, das sie barbusig zeigt, kommentiert Kriminalkommissarin Kira Dorn mit #aufschrei.
In der letzten Szene unmittelbar vor dem Abspann hat die Band Element of Crime einen Auftritt mit ihrem Musiktitel Wenn der Wolf schläft, müssen alle Schafe ruhen.

## Rezeption

### Einschaltquoten
Die Erstausstrahlung am Neujahrstag 2015 erreichte 8,87 Millionen Zuschauer, gut 800.000 Zuschauer mehr als Die Fette Hoppe im Dezember 2013. Dies entsprach einem Marktanteil von 23,9 Prozent im Gesamtpublikum, 21,4 Prozent Marktanteil im Alter von 14 bis 49 Jahren. Es handelte sich damit um die quotenstärkste Sendung des Abends.

### Kritiken
Während beispielsweise TV Spielfilm den Film im Vorfeld für seinen „Wortwitz“ und seine „schrägen Figuren“ lobte, wurde nach der Ausstrahlung vor allem die schlechte Tonqualität des Films kritisiert, für die sich Hauptdarsteller Ulmen am Tag darauf entschuldigte.
Die Münchner Abendzeitung kritisierte die „absurde Story des Weimarer Tatorts“, die „für Verwirrung“ sorgte und neben dem schlechten Ton den Film „zeitweise zur anstrengenden Neujahrskost“ gemacht habe.
Die Neue Osnabrücker Zeitung befand den Film „zwischen Geisterbahn und Swingerclub“ für „nur albern“. Er werde die Tatort-Fangemeinde „zutiefst spalten“ und stellt die Frage, „wie sehr […] sich der ‚Tatort‘ eigentlich noch an das Publikum ranschleimen“ wolle, „das Nora Tschirner in Til Schweiger-Komödien zum Schreien komisch findet“. Versöhnlich sei, „dass Sven Regener und seine Band Element of Crime dem filmischen Flachpass zumindest musikalisch ein niveauvolles Finale geben.“
Der Spiegel stellte fest, dass „der lustvoll verdrehte Plot um Frauentausch und Beischlafschleicherei […] an keiner Stelle an einen entgleisten Junggesellenabschied erinnert“, und regte an: „Vielleicht denkt man aber auch mal über eine höhere Frequenz nach, so komisch ist das deutsche Fernsehen ja sonst nicht.“
Für die Frankfurter Allgemeine Zeitung lebt „diese prächtige, dem verkaterten Neujahrsabend angemessene Groteske […] von schräg-subversiven Blicken, verrückten Wendungen und von hervorragender, aus den Charakteren heraus entwickelter Situationskomik.“
„Der Weimarer Tatort entpuppt sich als irgendwo zwischen Helge Schneiders 00 Schneider – Jagd auf Nihil Baxter und einem theaterhaft übertriebenen Filmprojekt einer Schauspielschule“, befand Die Welt. Man fühle sich in das Jahr 2004 zurückversetzt, als Ulmen und Tschirner gemeinsam in Ulmens Auftrag auf MTV zu sehen waren; man nehme die beiden Darsteller jedenfalls „zu keinem Zeitpunkt […] als Ermittler wahr“. Das Beste am Film sei das Ende: „Sven Regener spielt Trompete. Wie ein besoffener Engel, der den Weg zum Himmel nicht mehr findet. Regener steht mit seiner Band Element of Crime auf der Bühne […] und diese Melodie entschädigt einen für den Wahnsinn, den man eineinhalb Stunden ertragen durfte.“

## Auszeichnungen
Am 6. April 2016 wurde Nora Tschirner für ihre darstellerische Leistung in der Folge Der Irre Iwan mit dem Jupiter als beste TV-Darstellerin ausgezeichnet.